# Are you there

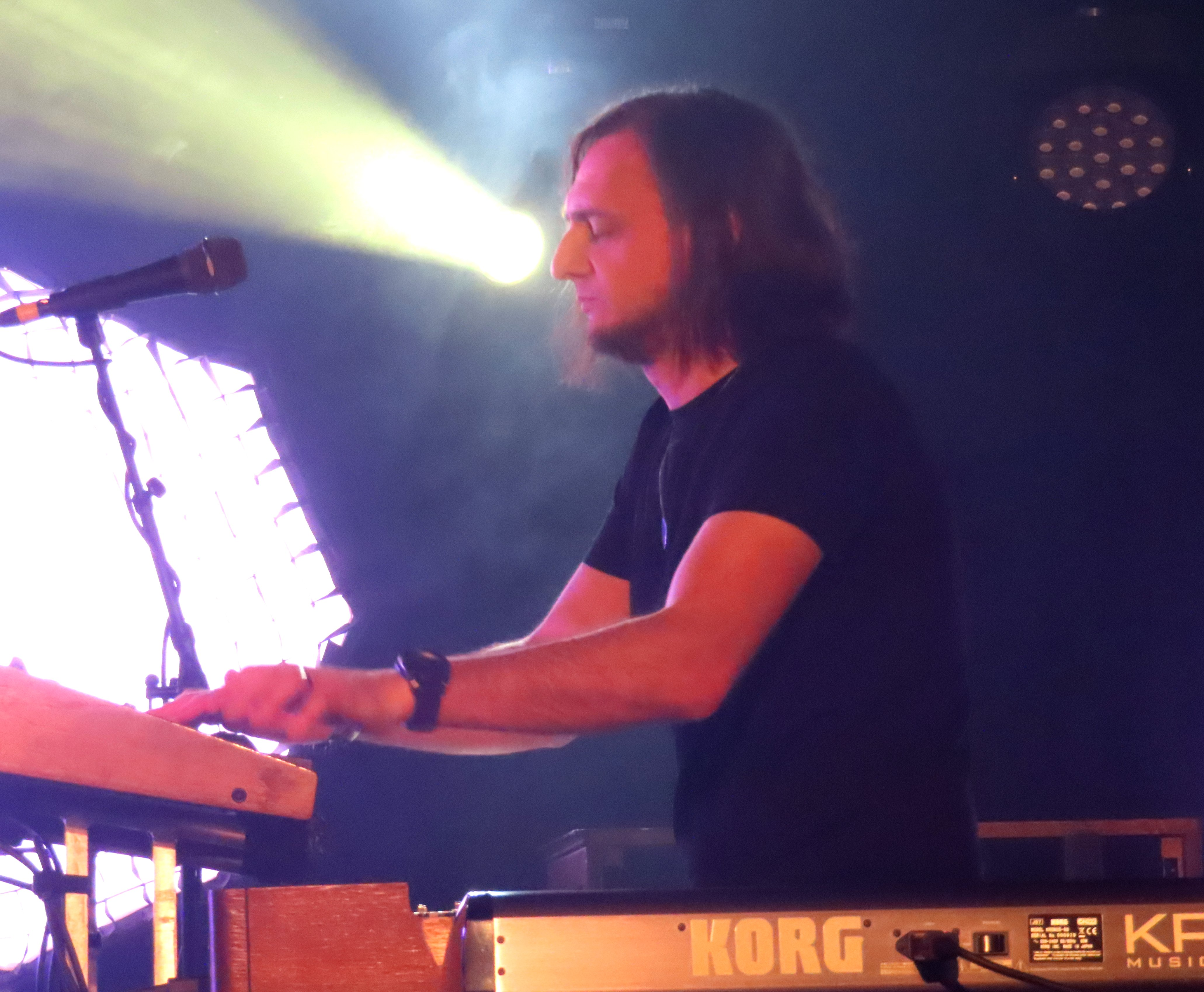
Łapaj aan het werk voor Riverside (2023)

Are you there is het eerste studioalbum van de Poolse toetsenist Michał Łapaj, in het dagelijks leven werkzaam bij Riverside.

## Inleiding
Łapaj gaf zelf richting aan het album dat volgens hem een combinatie van elektronische muziek stroming ambient en postrock opleverde. Het is het resultaat van zijn liefde voor metalachtige rock, elektronische muziek uit de koker van Tangerine Dream (terug te vinden in Where do we run) en filmmuziek van bijvoorbeeld Hans Zimmer. Centraal thema op het album is (het verloren gaan van) communicatie als gevolg van persoonlijke veranderingen. Ook zijn liefhebberij voor analoge synthesizers kwam bij de opnamen naar voren; hij gebruikte de minimoog, Prophet 5m theremin, Korg Kronos en Korg Polysix; het hammondorgel ontbreekt ook niet op dit album.
Opnamen vonden plaats in de Serakos Studio in Warschau, waar ook de albums van Riverside tot stand komen.

## Musici
- Michał Łapaj – alle muziekinstrumenten behalve:
- Bela Komszynska – zang (Shelter, Fleeting skies), zangeres bij Sorry Boys
- Mick Moss – zang (Flying Blind, Shattered memories), normaliter zanger bij Antimatter; Łapajs echtgenote raadde hem aan deze zanger in te schakelen
- Artur Szolc – drumstel, percussie, drummer bij Annalist en inside Again

## Muziek
Muziek van Michał Łapaj; teksten van Paulina Kimbar-Łapaj. Het album is grotendeels instrumentaal.

| Nr. | Titel              | Duur  |
| --- | ------------------ | ----- |
| 1.  | Pieces             | 2:44  |
| 2.  | Flying blind       | 4:07  |
| 3.  | Shattered memories | 7:12  |
| 4.  | Shelter            | 4:57  |
| 5.  | Where do we run    | 10:13 |
| 6.  | Fleeting skies     | 5:44  |
| 7.  | In limbo           | 11:42 |
| 8.  | Unspoken           | 5:25  |
| 9.  | Surfacing          | 7:03  |
| 10. | From within        | 3:38  |

Ongeveer tegelijkertijd bracht hij het digitale album Sessions uit.